# ماچکالاشن
ماچکالاشن (به ارمنی: Մաճկալաշեն، به لاتین: Maçkalaşen) یک منطقهٔ مسکونی در جمهوری آرتساخ است که در استان مارتونی واقع شده‌است.